# Georgios Papasideris
Georgios Saranti Papasideris (řecky Γεώργιος Σαράντη Παπασιδέρης; 1875, Koropi – 1920) byl řecký sportovec, který se kromě atletiky věnoval i vzpírání a na Letních olympijských hrách 1896 v Athénách získal bronzovou medaili ve vrhu koulí.
Papasideris se narodil v Koropi, které leží jihovýchodně od Athén poblíž mezinárodního letiště Atény. Vystudoval právo a jako právník se snažil napomáhat ve svém rodném kraji všeobecnému prospěchu občanů. Závodil za oddíl Ethnikos GS.

## Papasideris na Olympijských hrách 1896
Na olympijských hrách 1896 se účastnil tří disciplín – dvou atletických a jedné ve vzpírání. Hod diskem byl na pořadu již první den soutěží 6. dubna. Házelo se z čtvercového odhodiště o straně 2,5 m. Soutěže se účastnilo devět závodníků. Favorizovaní Řekové postavili do závodu hned čtyři zástupce, ale jejich favority překvapil Robert Garrett z USA. Papasiderův výkon historie nedochovala, skončil s pěticí neúspěšných diskařů mezi 5. a 9. místem.
Vrh koulí se konal o den později, vrhalo se ze čtverce o něco menšího než v disku (2 × 2 m). I zde Američan Garrett vedl od prvního pokusu (11,22 m), druhý Miltiadis Gouskos se mu přiblížil na 18 cm, Papasiderisův výkon 10.36 metrů stačil na bronzovou medaili. Výkony závodníků, kteří zůstali mimo medailové pozice, neznáme.
Vzpěrači měli v Athénách dvě disciplíny – vzpírání závaží jednoruč a obouruč. Soutěž ve vzpírání obouruč byla první z nich a účastnil se jí i Papasideris. Závodníci měli celkem tři pokusy a nejlepší z nich další tři. Papasideris zvedl 90 kg stejně jako jeho krajan Sotirios Versis a Carl Schuhmann z Německa, ale bronzovou medaili si odnesl Versis, Papasideris skončil čtvrtý. Přesné důvody nejsou známé, ale pravděpodobně budou obdobné jako v rozhodnutí o olympijském vítězi Dánu Viggo Jensenovi, který zvedl stejně jako Launceston Elliot z Británie 111.5 kg, ale zvítězil „krásnějším stylem“.